# Колодіївка (Ертильський район)
Колодіївка (рос. Колодеевка) — присілок у Ертильському районі Воронезької області Російської Федерації.
Населення становить 101 особу (2010). Входить до складу муніципального утворення Самовецьке сільське поселення.

## Історія
Від 1938 року належить до Ертильського району.
Згідно із законом від 15 жовтня 2004 року входить до складу муніципального утворення Самовецьке сільське поселення.

## Населення
| 2000 | 2010 |
| ---- | ---- |
| 186  | ↘101 |